# Бардач, Вирхиния
Вирхиния Бардач (исп. Virginia Bardach, род. 3 апреля 1992, Кордова) — аргентинская пловчиха, чемпионка Панамериканских игр 2019 года. Член сборной Аргентины по плаванию. Участница летних Олимпийских игр 2016 года.

## Спортивная карьера
Вирхиния является сестрой ещё одной известной аргентинской пловчихи Джорджины Бардач.
На чемпионате мира по водным видам спорта 2011 года, который проходил в Шанхае, она впервые в карьере приняла участие в столь значимом международном состязании, где заняла 26-е место в итоговой классификации на дистанции 400 метров вольным стилем с результатом 4:18,57.
На Панамериканских играх 2011 года она соревновался в заплывах на 400 и 800 метров вольным стилем, заняв 15-е и 11-е места соответственно. Кроме того, приняла участие в эстафетных заплывах на дистанциях 4 по 100 метров и 4 по 200 метров вольным стилем, где команда Аргентины стала шестой в финале обоих соревнований.
На летних Олимпийских играх в 2016 году Вирхиния участвовала на дистанции 400 метров комплексным плаванием, где заняла пятое место в своём предварительном заплыве с результатом 4:49,69 и 31-е в итоговой классификации. 8 августа 2016 года она приняла участие в соревнованиях на дистанции 200 метров комплексным плаванием, став в итоге 37-й с результатом 2:17.94.
На Панамериканских играх 2019 года, которые состоялись в Лиме, Бардач выиграла золотую медаль на дистанции 200 метров баттерфляем и серебряную медаль на дистанции 400 метров комплексным плаванием.
В сентябре 2020 года Вирхиния получила Диплом за заслуги перед Konex Awards как одна из пяти лучших пловцов за последнее десятилетие в Аргентине.